# Skifahren

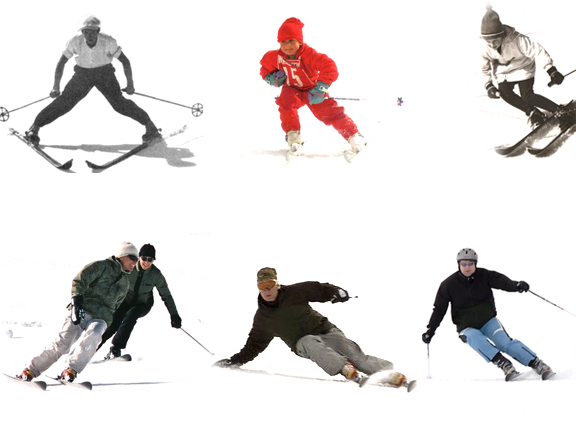
Unterschiedliche Skilauftechniken verschiedener Epochen und Altersgruppen

Beim Skifahren (in Österreich oft auch Schifahren geschrieben) oder Skilaufen (Schilaufen) gleitet ein Skifahrer auf einer Skipiste oder im freien Gelände auf zwei Skiern über den Schnee.
Wird mit dem Ausdruck Skifahren in der Regel die breitensportliche Variante definiert, so hat der Wettkampfsport die Bezeichnung „Ski Alpin“. Skilauf als Gesamtkonzept des Wintersports umfasst auch den Langlauf.

## Geschichte

### Ursprünge in Norwegen um 1800

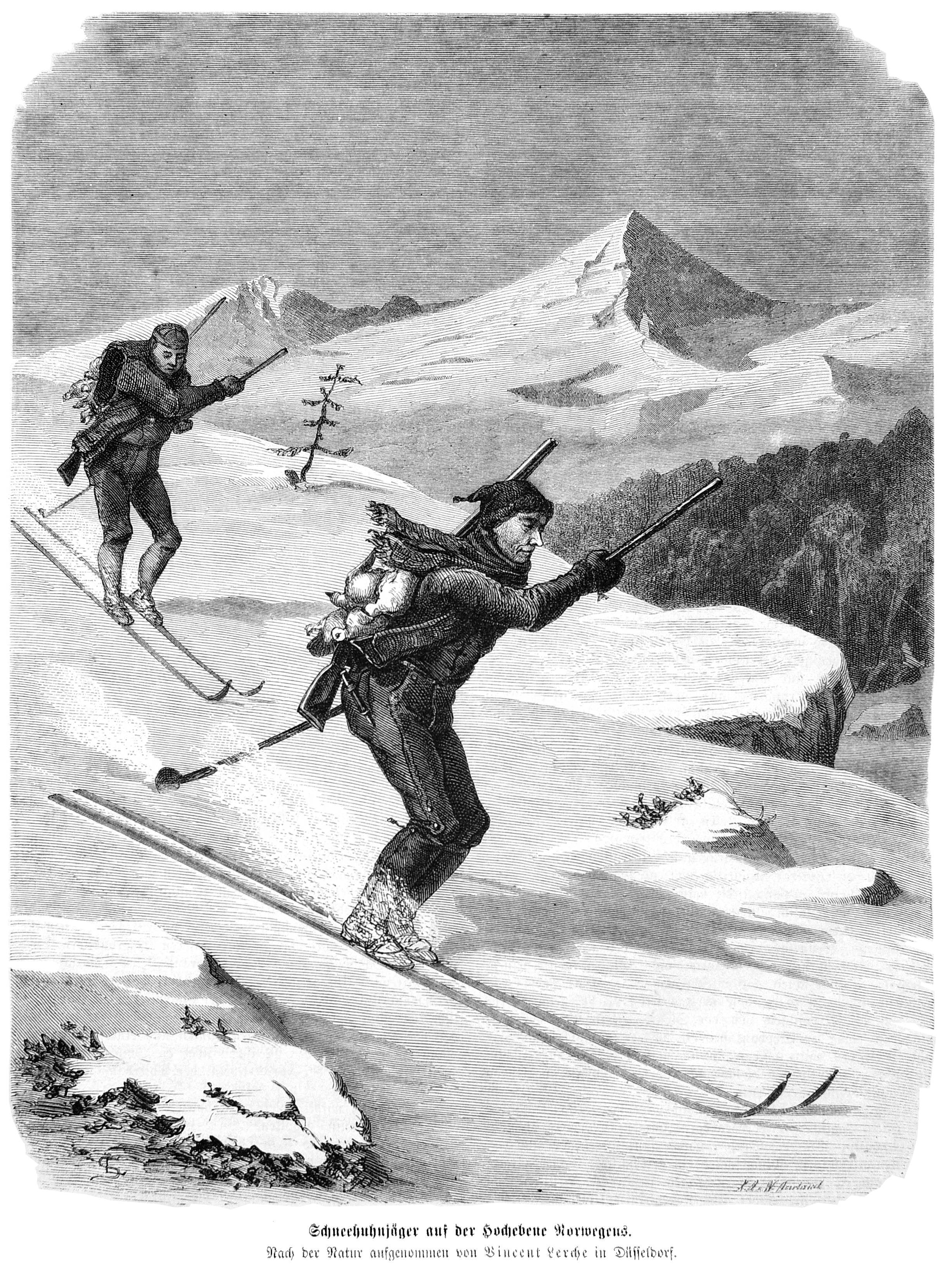
Schneehuhnjäger auf der Hochebene Norwegens, Skifahrer nach einer Illustration von Vincent Stoltenberg Lerche für die Zeitschrift Die Gartenlaube, 1872

Die norwegische Landschaft Telemark gilt gemeinhin als Ursprungsregion des Skifahrens als sportliche Betätigung. Weniger bekannt ist, dass bereits im 17. Jahrhundert von Bauern in Krain berichtet wurde, die waghalsige Abfahrten und sogar eine Art Slalom auf Skiern absolvierten, was auch als „Krainer Bauernskilauf“ bekannt ist. Slawische Einwanderer brachten die Ski im 17. Jahrhundert aus dem nordöstlichen Russland nach Slowenien. Der Krainer Bauernskilauf hat für die Ausbreitung des Skifahrens aber kaum Bedeutung. Die Norweger sorgten für die massive Verbreitung des Skisports in Europa und Nordamerika. Ihrer zur Fortbewegung im Schnee dienenden Technik auf rudimentären Brettern entspross zunächst das Skispringen. Um das Training effizienter zu gestalten, mussten sie nach Sprüngen schnell stoppen, um damit die Aufstiegszeit zu verkürzen. Deshalb entwickelten sie die ersten Richtungswechsel bzw. Stoppschwünge. Zu unterscheiden waren damals Telemark- und Kristiania-Schwung. Der dort entwickelte konkav geformte Ur-Ski verfügte bereits, ähnlich wie moderne Carving-Skier, über eine Taillierung. Aus dieser ursprünglichen Fahrweise mit fersenseitig nicht fixierter Bindung leiten sich auch die anderen Skitechniken (Langlauf, Tourengehen und im weiteren Sinne auch Skispringen) ab.

### Entwicklung des Skisports in Mitteleuropa nach 1870

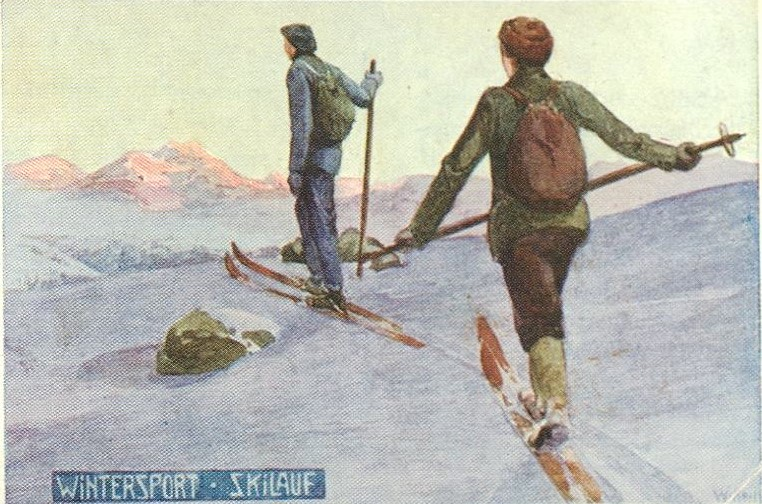
Walter Koch: Skiläufer 1906 in einer Sammelbildreihe zum Wintersport

Die zunehmende Popularität des Skisports in Norwegen führte in der zweiten Hälfte der 1890er Jahre in Mitteleuropa zu einem regelrechten Ski-Boom. 1883 wurden Skier nach norwegischem Vorbild von Oberförster Arthur Ulrichs genutzt, um Sturmschäden in den Wäldern um Braunlage festzustellen. Weiterhin nutzte bereits 1885 der Forstmeister Maximilian Lizius in Jachenau als einer der ersten in Deutschland bei seinen Reviergängen Skier, die ihm von einem norwegischen Forstmann geschenkt worden waren. Norwegische Skier wurden importiert und Skivereine gegründet: in Deutschland 1891 in Todtnau, in der Schweiz 1893 in Glarus und um 1870 kam der Skisport von Norwegen in die Alpenregionen Österreichs, wurde hier jedoch entscheidend abgewandelt. 
Der Grazer Max Kleinoscheg brachte 1889 skandinavische Skier nach Mürzzuschlag, die sich heute im dortigen Wintersportmuseum befinden, und Toni Schruf unternahm in der Folge die ersten Fahrten in die Alpen. 1890 beschlossen sie, den Skilauf in die österreichischen Alpenländer zu verpflanzen. In Mürzzuschlag fand am 1. Februar 1893 die erste konstituierende Sitzung des „Verbands steirischer Skiläufer“, am 2. Februar 1893 das erste internationale Skirennen und vom 5. bis 10. Jänner 1894 die erste Wintersport-Ausstellung statt. Bereits im Herbst 1891 wurde der „Erste Wiener Skiverein“ gegründet. Die Nachfolge trat am 4. Dezember 1892 der „Niederösterreichische Ski-Verein“ an, der 1893 in den „Österreichischen Ski-Verein“ umgewandelt wurde. Skandinavische Studenten betätigten sich als Vermittler und erste Lehrbücher erschienen. Aufgrund des steileren Geländes im Vergleich zu Skandinavien fiel das Erlernen der Schwünge jedoch zunächst schwer, Aufstiege waren schwierig und mühselig. Die Schwungtechniken wurden daher den Bedingungen angepasst: Der Telemark-Schwung wurde bspw. dahingehend verändert, dass der vorneliegende äußere Ski in eine größere Stemmstellung gedreht wurde, um so die Fortbewegung sicher und bremsend ändern zu können. Gleichzeitig vergrößerten die damaligen Skifahrer die Stemmstellung, sodass mit beiden Innenkanten der Skier gerutscht werden konnte. Durch diese Technik, die Stemmtelemark genannt wird, konnte die Bremswirkung vergrößert werden. Die norwegische Technik, die Fahrt auf der Taillierung des Skis, wurde abgewandelt. Als Folge dieser Innovation wurden der Stemmschwung und das Blockieren des Ski-Skifahrer-Systems in Fahrtrichtung zu einem wichtigen Element weiterer Skitechniken in den anschließenden Jahren und Jahrzehnten.

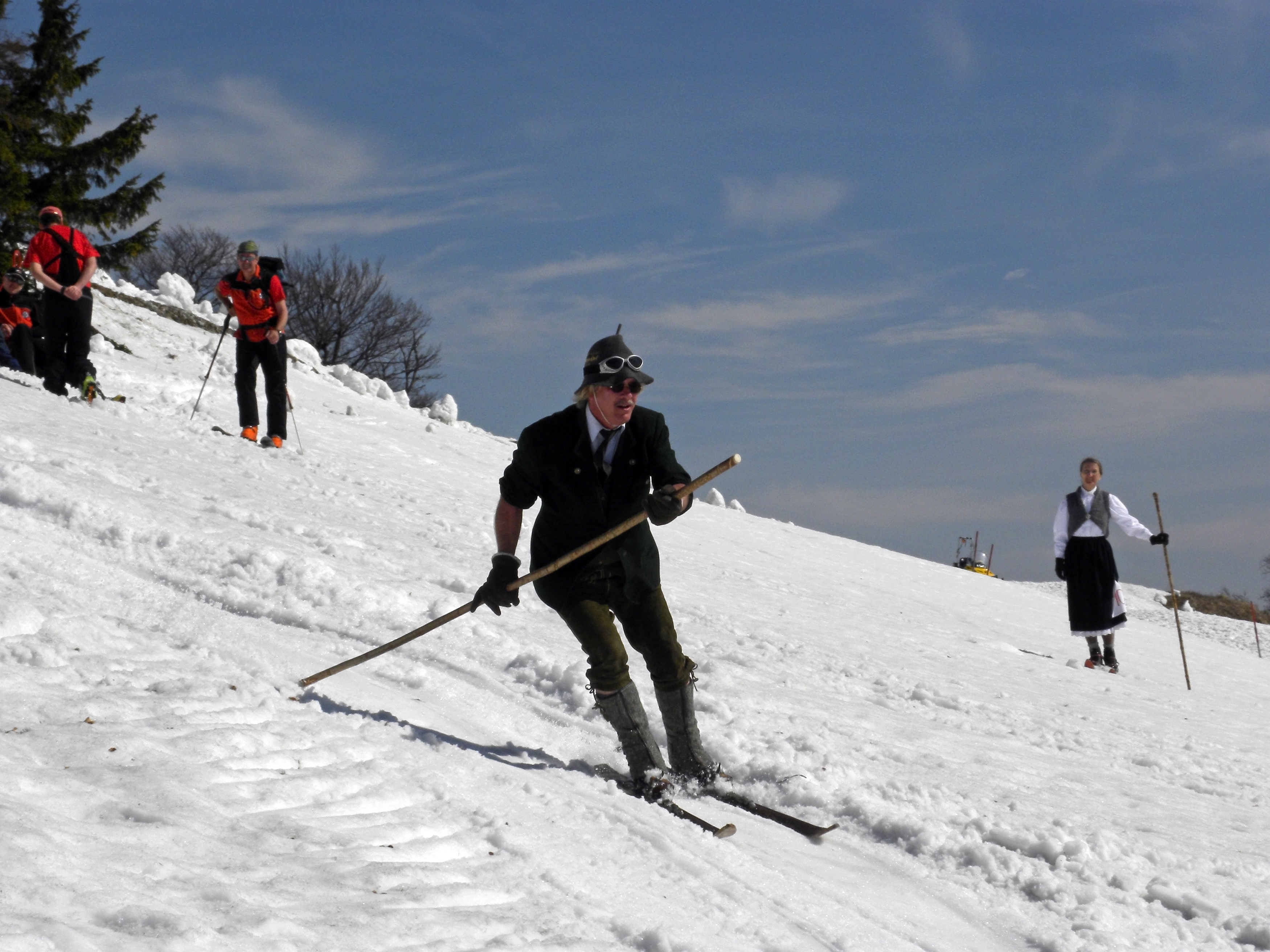
Ein Nostalgieskilauf mit der von Mathias Zdarsky entwickelten Technik

Als Begründer der alpinen Skilauftechnik gilt Mathias Zdarsky, der um 1896, zur Zeit seiner Ski-Entdeckungen, in Lilienfeld in Niederösterreich lebte. Ihm wird die erste Bergabfahrt der Skigeschichte zugeschrieben. Im Jahr 1897 veröffentlichte er die Lilienfelder Skilauf-Technik, ein Buch, das zum damaligen Zeitpunkt wegweisend für das Skiwesen war. Die von Zdarsky selbst entwickelte Skilauftechnik beruhte auf dem Stemmfahren. Aus ihm entwickelte er den ersten alpinen Skischwung, den Schlangenschwung. Er machte sich bereits die taillierte Bauweise seiner selbst konstruierten Skier zunutze. Dabei erkannte er, dass die Taillierung automatisch kurvige Schwünge ermöglicht.

### Anfänge des Skibergsteigens um 1900
Im Jahr 1890 führte Karl Otto mit Skiern die Wintererstbesteigung des 1790 m hohen Heimgartens in den Bayerischen Voralpen durch. 1892 wurde in Österreich der 1782 m hohe Stuhleck mit Skiern bestiegen, 1893 die Rax (2007 m) und 1899 die Arlberger Galzig-Spitze (2185 m). Im Januar 1893 überquerten Christoph Iselin, Olaf Kjelsberg und Alexander von Steiger den Pragelpass in der Schweiz und waren eine Stunde schneller als Eduard Naef-Blumer, der denselben mit Schneereifen beging. Der Schweizer Bergführer Josef Lochmatter reiste um 1900 nach Norwegen, um sich dort die Skifahrtechnik noch besser anzueignen.

### Aufschwung ab 1920 und Entwicklung zur Wettkampfsportart

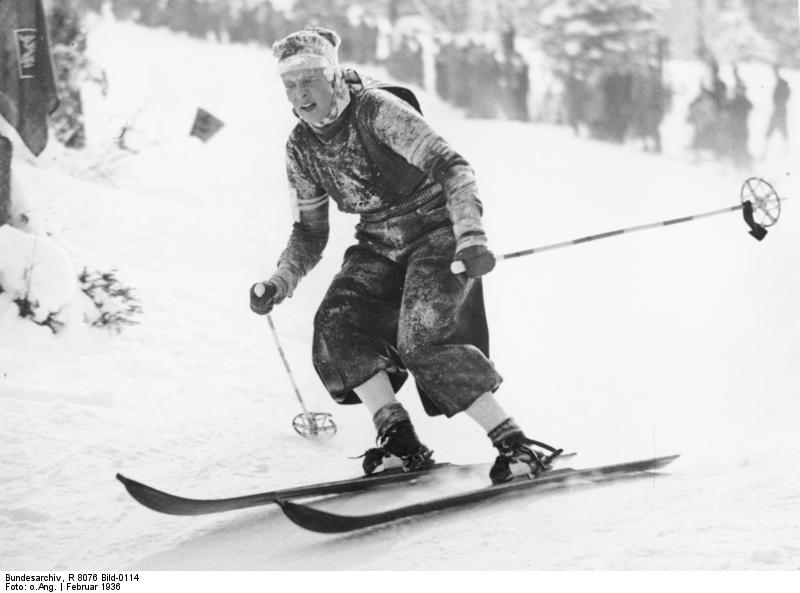
Jeanette Kessler am Olympia-Abfahrtslauf 1936

In den 1920er Jahren nahm der alpine Skisport in den Alpen einen ersten Aufschwung. Durch die vor dem Ersten Weltkrieg ausgebauten Eisenbahnlinien kamen auch im Winter mehr Touristen in die Berge und die ersten Skischulen außerhalb von Skiclubs wurden gegründet, um ihnen das Skifahren beizubringen (z. B. 1921 in Seefeld in Tirol und Lech am Arlberg). Ebenfalls in dieser Zeit brachten die Filme Arnold Fancks das Skifahren in die Kinos und damit auch Menschen nahe, die bisher noch nie im Winter im Gebirge gewesen waren. Auch die Festlegung von Regeln für Slalom und die Organisation von wiederkehrenden Wettkämpfen wie dem Arlberg-Kandahar-Rennen und der Inferno-Abfahrt in Mürren fällt in dieses Jahrzehnt. In der Folge nahm der Internationale Skiverband die alpinen Disziplinen in sein Programm auf und veranstaltete 1931 in Mürren die ersten alpinen Skiweltmeisterschaften. Olympisch wurden alpine Skirennen mit den Winterspielen 1936 in Garmisch-Partenkirchen.
Eine weitere bahnbrechende Innovation im Skilauf war die Entwicklung des Parallelschwungs durch den Seefelder Toni Seelos, der mit dieser Technik Anfang der 1930er Jahre bei Weltmeisterschaften triumphierte. Als Trainer für die deutsche und französische Nationalmannschaft legte er die Basis für deren Olympiasiege und Weltmeisterschaftstitel ab 1936 (Christl Cranz, Émile Allais) und machte den neuen Schwung international bekannt. Der Parallelschwung ist noch immer die Grundlage für das Buckelpisten- und Tiefschneefahren sowie für das kontrollierte Befahren von Steilhängen.

### Entwicklung zum Massensport um 1950

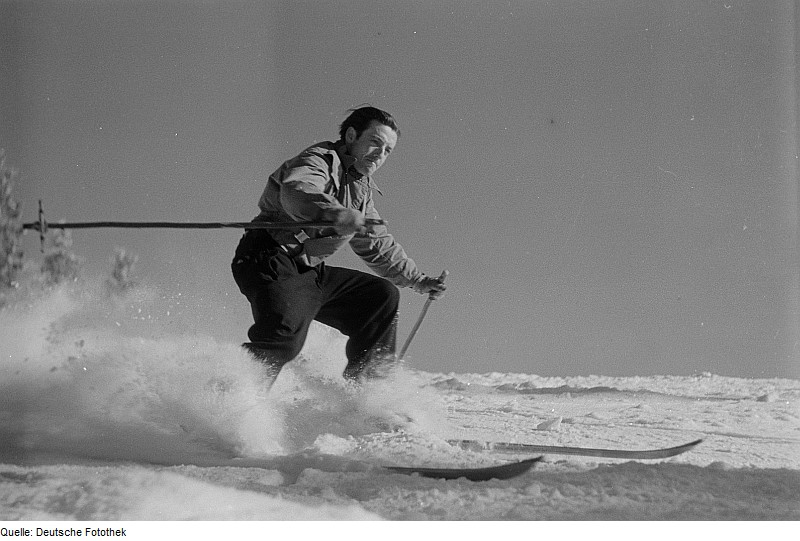
Ein Skifahrer im Osterzgebirge 1949

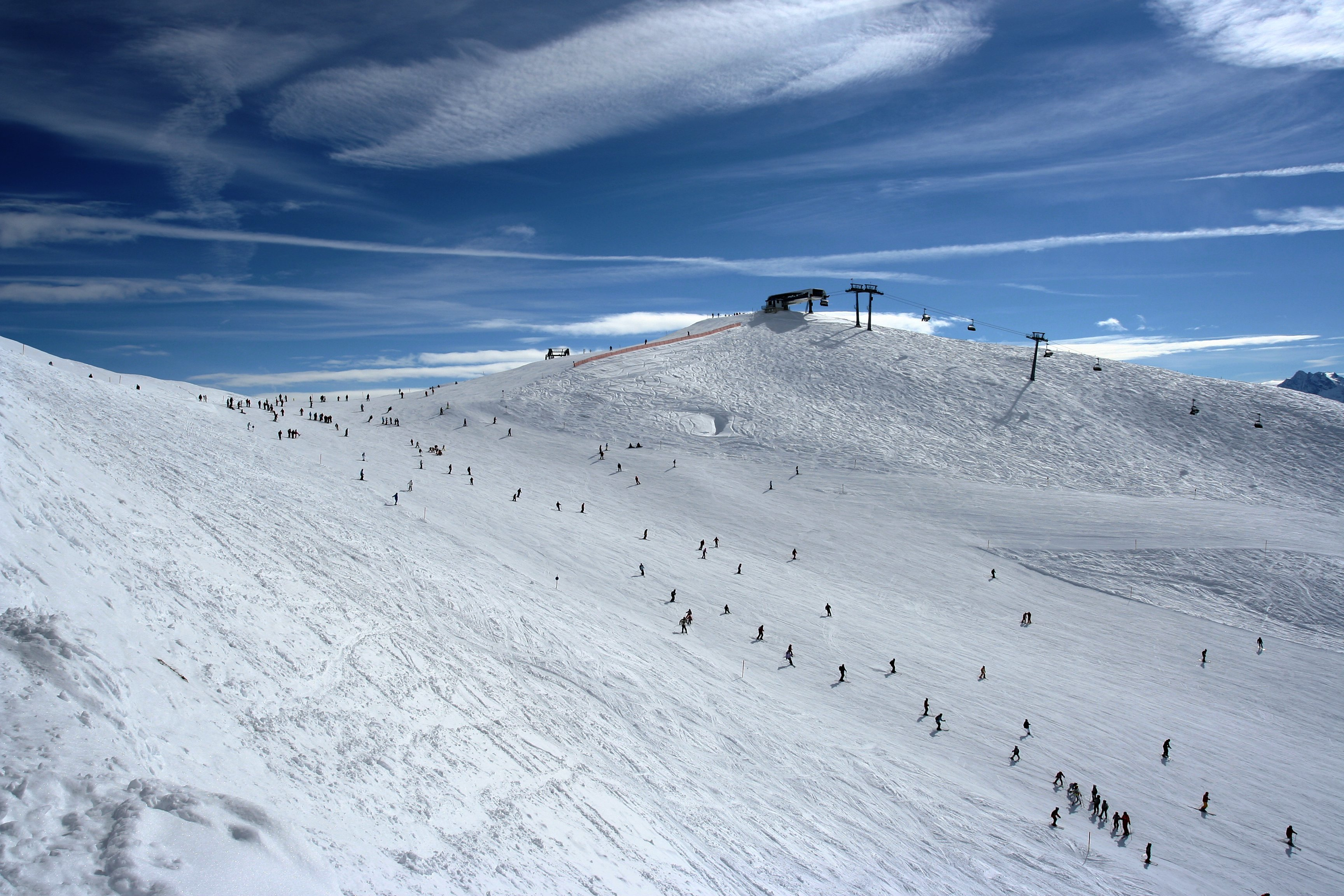
Eine stark frequentierte Piste im Skigebiet Rastkogel im Zillertal

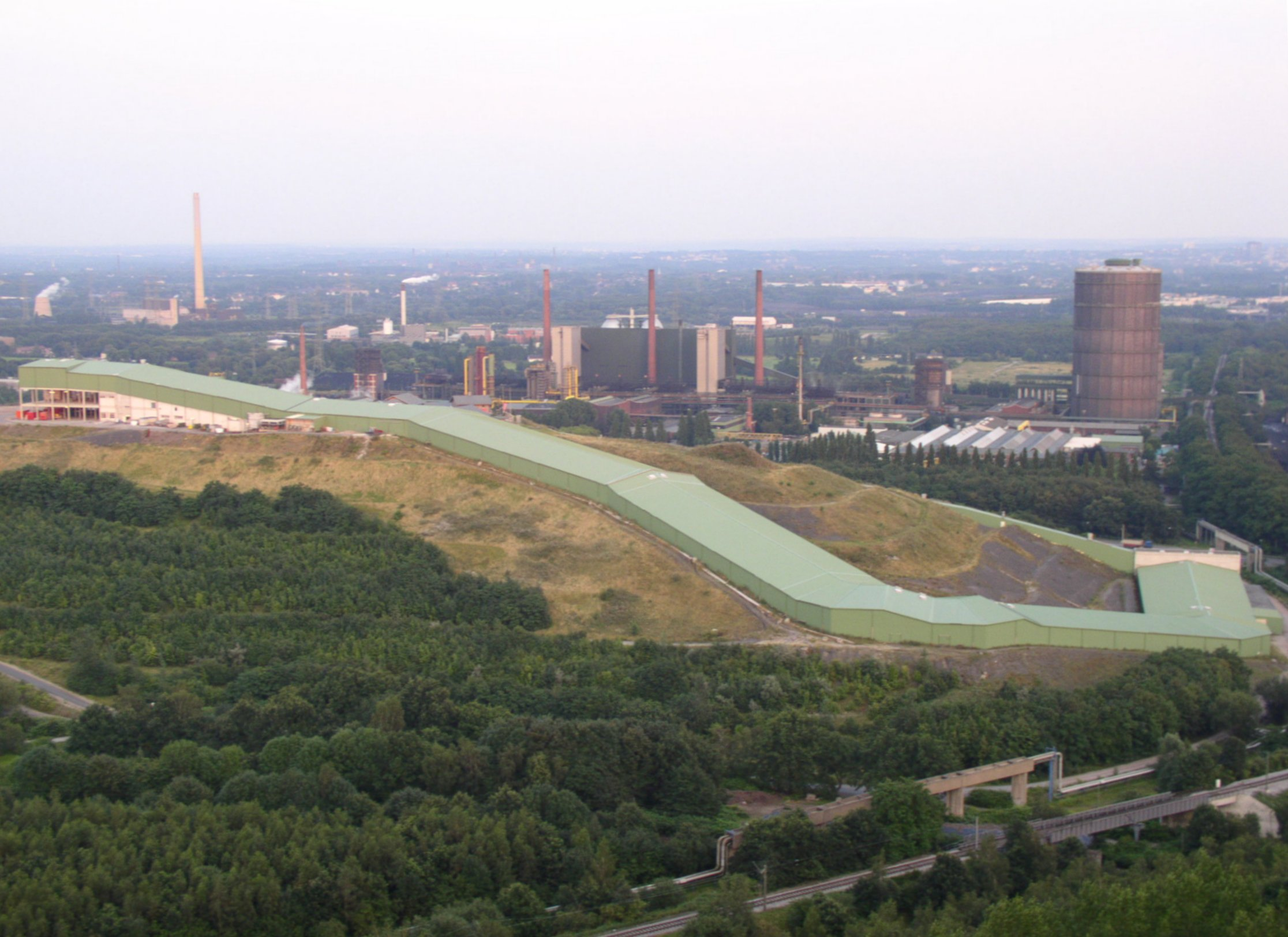
Skihalle Alpincenter Bottrop

Die Entwicklung des alpinen Skilaufs zum Breitensport wurde im 20. Jahrhundert vor allem ab den 1950er Jahren durch den verstärkten Bau von Skipisten mit Seilbahnen und Skiliften und deren immer größerer Beförderungskapazität gefördert, wie auch durch den starken Ausbau der touristischen Infrastruktur (Skigebiete, Skihütten, Beherbergungsbetriebe in der Wintersaison usw.). So stieg die Anzahl der Skifahrer von 5 Millionen weltweit im Jahr 1950 auf 35 Millionen im Jahr 1975. Dabei steht weniger der Leistungsgedanke (wie beim Wettkampfsport Ski Alpin) im Vordergrund, sondern die Bewegungserfahrung, das unmittelbare Naturerlebnis, soziale Kontakte und als vorwiegend österreichische Unterhaltungsform, das Après-Ski.
Skifahren ist in den Alpenländern eine der beliebtesten Wintersportarten wie auch bedeutender Faktor des Wintertourismus, ebenso in Skandinavien und anderen europäischen Mittelgebirgen wie den Karpaten, Pyrenäen, dem Apennin sowie den Appalachen, den Rocky Mountains (USA und Kanada), Japan, Australien, Neuseeland (Neuseeländische Alpen) und den südamerikanischen Anden-Ländern Chile und Argentinien. Eine wesentliche wirtschaftliche Bedeutung haben der Skitourismus und die Skiindustrie besonders für die Schweiz und Österreich. Zunehmend spielt der Skisport auch in vielen anderen Gebirgen weltweit (z. B. im iranischen Elburs-Gebirge) eine große Rolle. Es verbreitet sich aber auch im Flachland immer mehr: vielerorts werden Skihallen errichtet, in denen das ganze Jahr über Ski gefahren werden kann. Weltweit entstand auch das Heliskiing, mit dem Hubschrauber als Aufstiegshilfe, das – unter ähnlichem Vorbehalt der Umweltaspekte wie beim Pistenschilauf – die meisten Hochgebirge der Welt (Himalaya, Altai, Kaukasus u. a.) erschlossen hat. Ein weiterer Aspekt in der Entwicklung des Skisports waren Schulskikurse als grund- und sekundarschulischer Unterrichtsinhalt, die Skifahren als Breitensport im Alpenraum etabliert haben.
Zu den bedeutenden technischen Neuerungen, die das Skifahren breitensporttauglich gemacht haben, gehörten das in den 1950er Jahren aus dem Parallelschwung entwickelte Wedeln, der Umsteigeschwung in den 1970ern und das Carving in den späten 1990ern. Verbesserungen im Skibau und die Einführung kostengünstiger Massenproduktion trugen ebenfalls zur Verbreitung des Skifahrens bei, ebenso die Entwicklung der Sicherheitsbindung und dazu passender Skischuhe.
Mit zunehmend höherem Können und besserer Skiausrüstung entwickelte sich mit dem Extremskifahren bei Steilwandabfahrten eine besondere Variante des Skilaufs. Schon Mathias Zdarsky hatte 1905 zur Demonstration der Überlegenheit seiner Lilienfelder Skilauftechnik am Schneeberg in Niederösterreich das Breite Ries mit Ski befahren. Am 29. April 1931 gelang Matthias Krinner und Hermann Lanzl die direkte Abfahrt von der Westlichen Karwendelspitze über die Wanne hinab nach Mittenwald (die erst 1969 wiederholt wurde). In den 1960er und 1970er Jahren waren der Schweizer Sylvain Saudan und der Südtiroler Heini Holzer die Protagonisten des Booms im Extremskifahren, wobei sie Fels- und Eisflanken mit 45°–55° Neigung in der Abfahrt bezwangen.

### Skifahren in der Kunst
- Musik: Verschiedene Lieder besingen die Freuden des Skifahrens, wie beispielsweise Zwoa Brettln, a g’führiger Schnee oder Wolfgang Ambros’ Song Schifoan.
- Malerei: Werke des Malers, Bergsteigers und Skisportlers Gustav Jahn zeigen das Skifahren Anfang des 20. Jahrhunderts.
- Film: Die Wurzeln des Genres Skifilm liegen wie beim Bergfilm insgesamt in den 1920er-Jahren. Zu den bedeutenden Skifilmen sind einige Werke von Luis Trenker, der Bergfilm und Sportfilm zu einem Genre zusammengeführt hat, oder Feuer und Eis von Willy Bogner junior (1986) zu nennen. Spektakuläre Ski-Action-Szenen sind auch in einigen James-Bond-Filmen zu sehen.

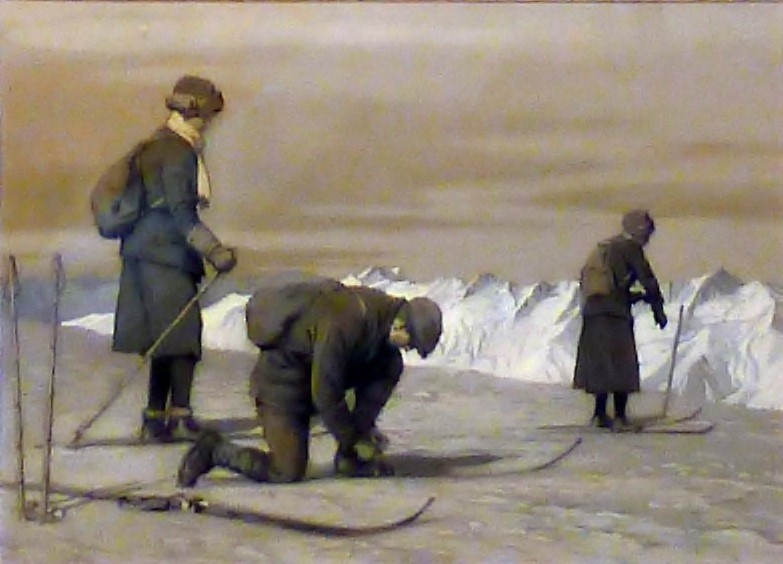
Gustav Jahn: Wintersport, vor dem Start (Tempera/Gouache, um 1910)
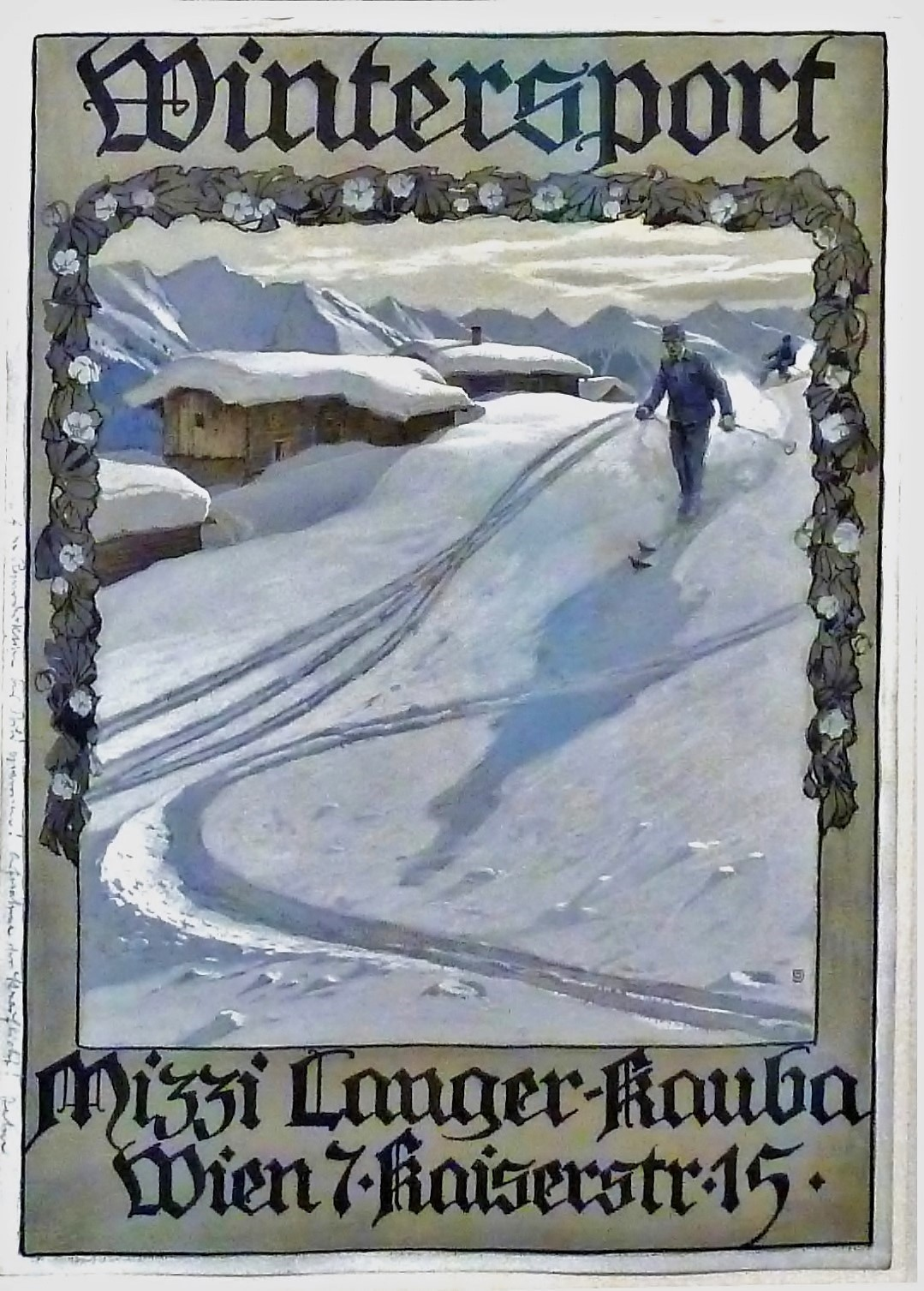
Gustav Jahn: Plakat für das Bergsporthaus Mizzi Langer-Kauba in Wien
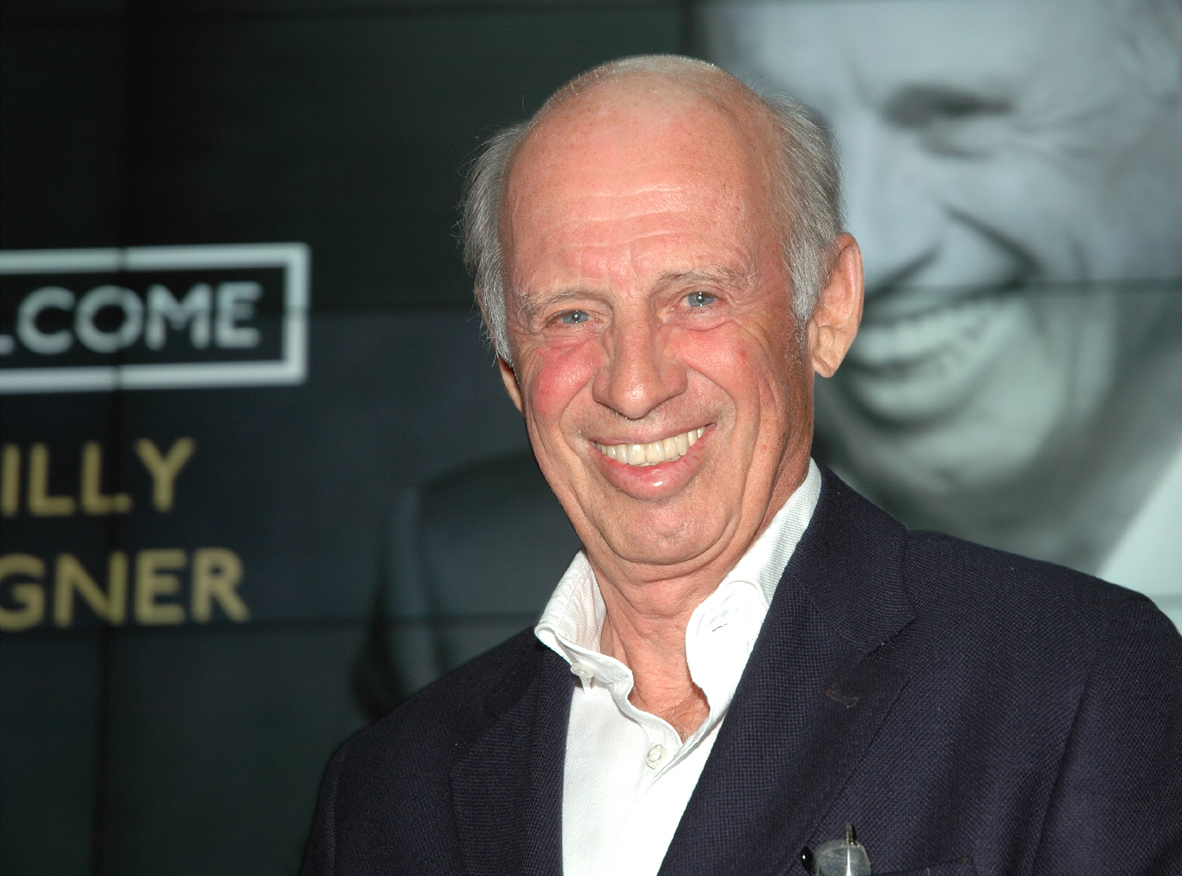
Willy Bogner wurde vom Skirennfahrer zum Filmemacher und Designer.

## Fahrtechnik
Grundlegende Bewegungsmuster des Skifahrens im abfallenden Gelände sind die Schussfahrt in der Falllinie, die Schrägfahrt schräg zur Falllinie, das seitliche Abbiegen zum Hang aus der Schussfahrt oder aus der Schrägfahrt heraus, der sogenannte Bogen (auch Kurve genannt), sowie der Bogenwechsel über die Falllinie bzw. über die Schusslinie. Der Bogenwechsel wird Schwung genannt. Die Techniken, mit denen ein Bogenwechsel eingeleitet wird – die Schwungtechniken – sind teilweise unterschiedlich von jenen Techniken, mit denen der Bogen jeweils funktional oder ästhetisch ausgesteuert wird. Durch den Schwung kann der Skifahrer einen Richtungswechsel über die Falllinie vornehmen, z. B. um auf der präparierten Skipiste zu bleiben. Des Weiteren wird je nach Schwungtechnik die Hangabtriebskraft gebremst und das Tempo kontrolliert. Dasselbe geschieht, wenn der Skifahrer aus der Falllinie, bzw. aus der Schusslinie heraus bloß mit einem Bogen seitlich zum Hang hin bremsend abbiegt. Zudem dienen Schwünge und das Aussteuern der Bögen dem Erleben von Geschwindigkeit und Bewegungsästhetik.

### Spezielle Techniken und Anwendungsformen
Der Breitensport Skifahren hat einige spezielle Techniken und Anwendungsformen hervorgebracht:
- Buckelpistenfahren: das Skifahren auf Pisten mit kleiner Hügelbildung
- Carving (engl. to carve = schnitzen, schneiden): Technik, bei der die Schwünge vollständig auf den Kanten gefahren werden.
- Freeriden: das Skifahren durch nicht präpariertes Gelände
- Skibergsteigen (Tourengehen): Bergsteigen bzw. Aufstieg mit Skifellen und Tourenbindung im freien Gelände, und anschließender Abfahrt
- Slopestyle: über Kicker springen und das Bewältigen anderer Parkelemente
- Telemarken: das Skifahren mit vertikal nicht fixierter Ferse – historische Technik, die zunehmend wieder gepflegt wird
- Tiefschneefahren: das Skifahren im tiefen und lockeren, nicht präparierten Neuschnee.

### Forschung
Bestrebungen die Bewegungsabläufe und biomechanischen Grundlagen des alpinen Skifahrens wissenschaftlich darzustellen, setzten in den 1960er Jahren ein. Die erstmalige wissenschaftliche Darstellung des Bewegungsablaufes und der biomechanischen Grundlagen des alpinen Skifahrens gelang jedoch erst in den 1980er-Jahren durch den Münsteraner Sportwissenschaftler und Mathematiker Georg Kassat. Unter anderem widerlegte er die vorherrschende Hypothese, dass Parallelschwünge durch Be- und Entlastung ausgelöst werden.

### Unfallgefahr
Wie mit jeder Sportart sind auch mit dem Skisport Risiken und typische Verletzungen verbunden, so dass die Sportmedizin der Skiunfälle ein eigenes Fachgebiet ist, das mit der sich wandelnden Technik auch eine stetige Änderung der typischen Skiverletzungen umfasst. Eine häufige Ursache von Skiunfällen ist unangepasste Geschwindigkeit an Pistenbedingungen und/oder das eigene Fahrkönnen. Überfüllte und stark beanspruchte, maschinell beschneite Pisten stellen ein erhöhtes Risiko für Stürze oder Kollisionen dar. Eine Hauptursache für erhöhtes Verletzungsrisiko ist die mangelnde Kondition und dadurch Ermüdung von Skifahrern. Schlecht präpariertes und unzweckmäßiges Material tragen ebenfalls Verletzungsrisiken in sich. Das Fahren abseits markierter Pisten birgt besondere Gefahren durch Lawinen und Abstürze. Um die Risiken zu minimieren, sind auf den Pisten in vielen Ländern die FIS-Regeln des internationalen Skiverbandes FIS als grundlegende Verhaltensrichtlinien gültig, einige Gerichtsentscheide der jüngeren Vergangenheit haben diese Regeln auch zu Grundlagen der Rechtsprechung erhoben.

## Skifahren auf Sand und Gras

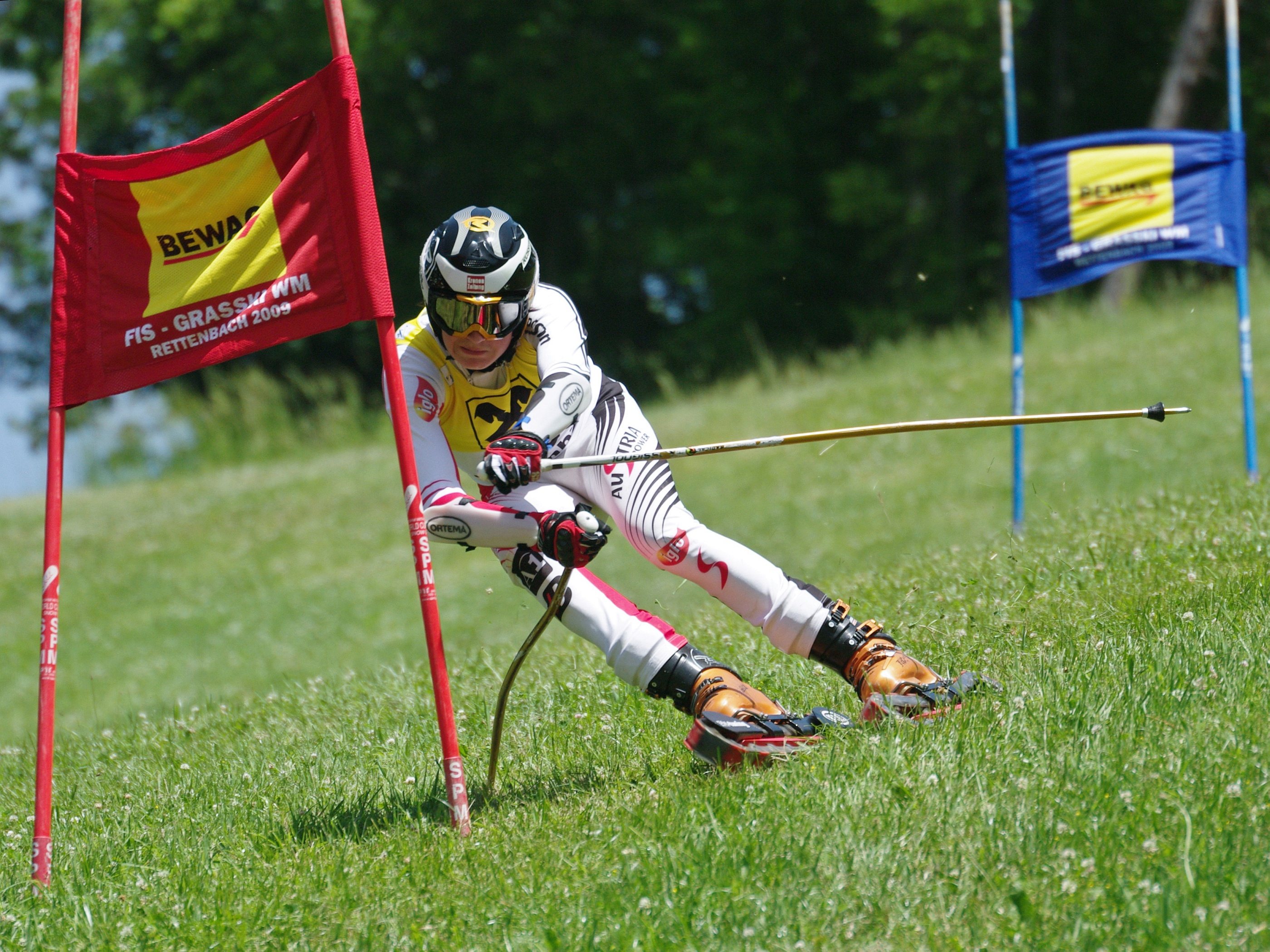
Grasskiläufer Hannes Angerer (2010)

Es ist möglich, auch auf Sand Ski zu fahren. Regulär ist dies zum Beispiel am Monte Kaolino möglich. Beim Skifahren auf Sand werden allerdings aufgrund der höheren Reibung weniger hohe Geschwindigkeiten erreicht. Im Sommer und schneefreien Monaten ist es außerdem möglich, mit speziellen Skiern auf Gras zu fahren. Beim Grasski rollt der Läufer über die Piste und kann deshalb keine hohen Geschwindigkeiten erreichen.

## Skifahren auf Matten

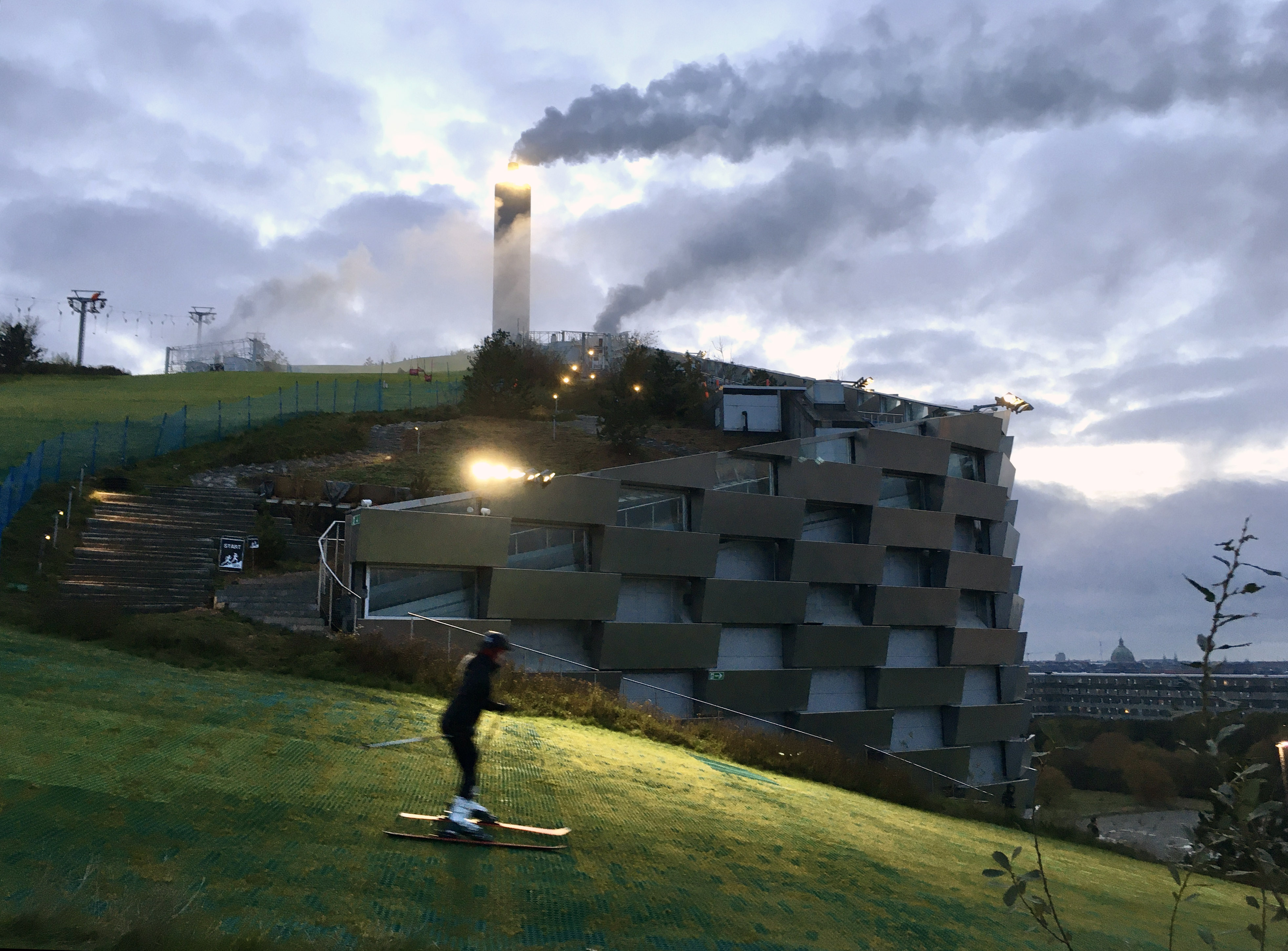
Skipiste auf der Amager Bakke in Kopenhagen

Es gibt auch Anlagen, die das ganzjährige Skifahren auf Matten ermöglichen. Eine derartige Anlage existiert zum Beispiel auf dem Freiheitsberg in Posen, weitere in Warschau und Kopenhagen.